# 16-я хромосома человека

Хромосомная идеограмма 16-й хромосомы человека

16-я хромосо́ма челове́ка — одна из 23 пар человеческих хромосом. Хромосома содержит около 90 млн пар оснований, что составляет чуть менее 3 % всего материала ДНК человеческой клетки. Данные по количеству генов на хромосоме в целом разнятся из-за различных подходов к подсчёту. Вероятно, она содержит от 850 до 1200 генов.

## Гены
Ниже перечислены некоторые гены, расположенные на 16-й хромосоме.

### Плечо p
- ABCC6 — член 6 подсемейства C (CFTR/MRP) АТФ-связывающих кассетных переносчиков (англ. ATP-binding cassette transporter);
- AQP8 — белок группы аквапоринов, водный канал;
- CD19 — белок, ко-рецептор B-лимфоцитов;
- COQ7 — гомолог кофермента Q7, или убихинона, S. cerevisiae;
- CREBBP — CREB-связывающий белок;
- HBA1 — α1-субъединица гемоглобина;
- HBA2 — α2-субъединица гемоглобина;
- IL21R — цитокиновый рецептор 1-го типа, рецептор интерлейкина 21;
- ITGAD — гликопротеин из надсемейства интегринов (альфа-D);
- ITGAL — гликопротеин из надсемейства интегринов (альфа-L);
- ITGAM — гликопротеин из надсемейства интегринов (альфа-M);
- ITGAX — гликопротеин из надсемейства интегринов (альфа-X);
- LITAF — фактор липополисахарид-индуцируемого ФНО;
- MEFV — белок средиземноморской лихорадки;
- NLRC3 — содержащий нуклеотид-связывающий домен олигомеризации белок 3;
- PKD1 — белок аутосомно-доминантного поликистоза почек 1;
- SH2B1 — адаптерный белок;
- SPN — лейкосиалин, CD43;
- TNFRSF12A — рецептор надсемейства рецепторов факторов некроза опухоли;
- TNFRSF17 — рецептор надсемейства рецепторов факторов некроза опухоли;
- TRIM72 - белок из подсемейства TRIM лигаз RING E3.
- TSC2 — белок туберозного склероза 2, или туберин.

### Плечо q
- ACSF3 — ацил-КоА синтетаза член семьи 3;
- CCL17 — CC-хемокиновый лиганд 17;
- CCL22 — CC-хемокиновый лиганд 22;
- CX3CL1 — CX3C-хемокиновый лиганд 1;
- CDH1 — белок клеточной адгезии (E-кадгерин, CD324);
- CDH5 — VE-кадгерин, белок клеточной адгезии (CD144);
- CYBA — цитохром b-245, альфа-цепь;
- GAN — гигаксонин;
- GOT2 — аспартатаминотрансфераза 2, митохондриальная;
- HP — гаптоглобин;
- HSD11B2 — 11-бета-гидроксистероиддегидрогеназа, тип 2;
- LCAT — лецитинхолестеринацилтрансфераза;
- MC1R — рецептор меланокортина 1, или рецептор α-меланоцит-стимулирующего гормона;
- MLYCD — малонил-КоА декарбоксилаза;
- MMP2 — матриксная металлопротеиназа;
- MMP15 — матриксная металлопротеиназа;
- NLRC5 — содержащий нуклеотид-связывающий домен олигомеризации белок 5;
- NOD2 — содержащий нуклеотид-связывающий домен олигомеризации белок 2;
- TAT — тирозин-аминотрансфераза.

## Заболевания
- Синдром Торга-Винчестера - MMP2
- Комбинированная малоновая и метилмалоновая ацидурия (КМАММА) - ACSF3, MLYCD